# Abdeljalil Hadda
Abdeljalil Hadda (tiếng Ả Rập: عبدالجليل حدّا; sinh ngày 23 tháng 3 năm 1972), biệt danh Kamatcho, là một cầu thủ bóng đá người Maroc thi đấu ở vị trí tiền đạo.

## Đội tuyển bóng đá quốc gia Maroc
Abdeljalil Hadda thi đấu cho đội tuyển bóng đá quốc gia Maroc từ năm 1996-2002.

## Thống kê sự nghiệp
| Đội tuyển bóng đá Maroc | Đội tuyển bóng đá Maroc | Đội tuyển bóng đá Maroc |
| Năm                     | Trận                    | Bàn                     |
| ----------------------- | ----------------------- | ----------------------- |
| 1996                    | 4                       | 3                       |
| 1997                    | 2                       | 1                       |
| 1998                    | 9                       | 4                       |
| 1999                    | 7                       | 3                       |
| 2000                    | 5                       | 2                       |
| 2001                    | 10                      | 4                       |
| 2002                    | 4                       | 2                       |
| Tổng cộng               | 41                      | 19                      |